# HD58378
HD58378 — хімічно пекулярна зоря спектрального класу
B8 й має видиму зоряну величину в смузі V приблизно 10,2.

## Пекулярний хімічний склад
Зоряна атмосфера HD58378 має підвищений вміст 
Si
.